# Henri Gaudier-Brzeska
Henri Gaudier-Brzeska (Orléans, 1891 - Neuville-Saint-Vaast, 1915) was een Franse schilder en beeldhouwer. Hij was in Frankrijk geboren, maar bracht het grootste deel van zijn korte carrière in Londen door.
Hij was 23 toen hij sneuvelde. Gaudier-Brzeska vestigde zich in 1912 als beeldhouwer, terwijl hij nog voor een houtimporteur in Londen werkte. Hij maakte figuurstudies in de stijl van Rodin en koos onderwerpen uit het theater, ballet en de worstelsport. Zelf noemde hij zijn werk 'een abstractie dankzij instinct en gevoel'. In 1912 ontmoette hij Jacob Epstein en werd een pionier van de opleving van het echte beeldhouwen. Hij was nauw verbonden met de vorticisten, ondertekende hun manifest en schreef artikelen voor hun tijdschrift Blast.
- Auckland Art Gallery Toi o Tāmaki: 431
- Art Gallery of South Australia: 3242
- Biblioteca Nacional de España: XX944989
- Bibliothèque nationale de France: cb11939043x (data)
- CiNii: DA11998096
- Gemeinsame Normdatei: 119208334
- International Standard Name Identifier: 0000 0000 8348 9382
- Library of Congress Control Number: n50036589
- Nationale Bibliotheek van Tsjechië: jx20100507007
- Nationale bibliotheek van Australië: 35115379
- Nationale Bibliotheek van Israël: 987007499160205171
- Nederlandse Thesaurus van Auteursnamen: 069885575
- Réseau des bibliothèques de Suisse occidentale: 02-A003283040
- RKD-Nederlands Instituut voor Kunstgeschiedenis: 30436
- LIBRIS: 235164
- SNAC: w6h99rsd
- Système universitaire de documentation: 02732334X
- Museum of New Zealand Te Papa Tongarewa: 845
- Trove: 830998
- Union List of Artist Names: 500115741
- Virtual International Authority File: 19503
- WorldCat: E39PBJcR7YqyHjxJHcQfYBGrbd